# 28 août aux Jeux paralympiques d'été de 2024
Navigation
29 août
Le 28 août aux Jeux paralympiques d'été de 2024 est la première journée et l'ouverture officielle des Jeux de 2024,.
Lors de cette première journée, aucune épreuve sportive n’est organisée.

## Programme

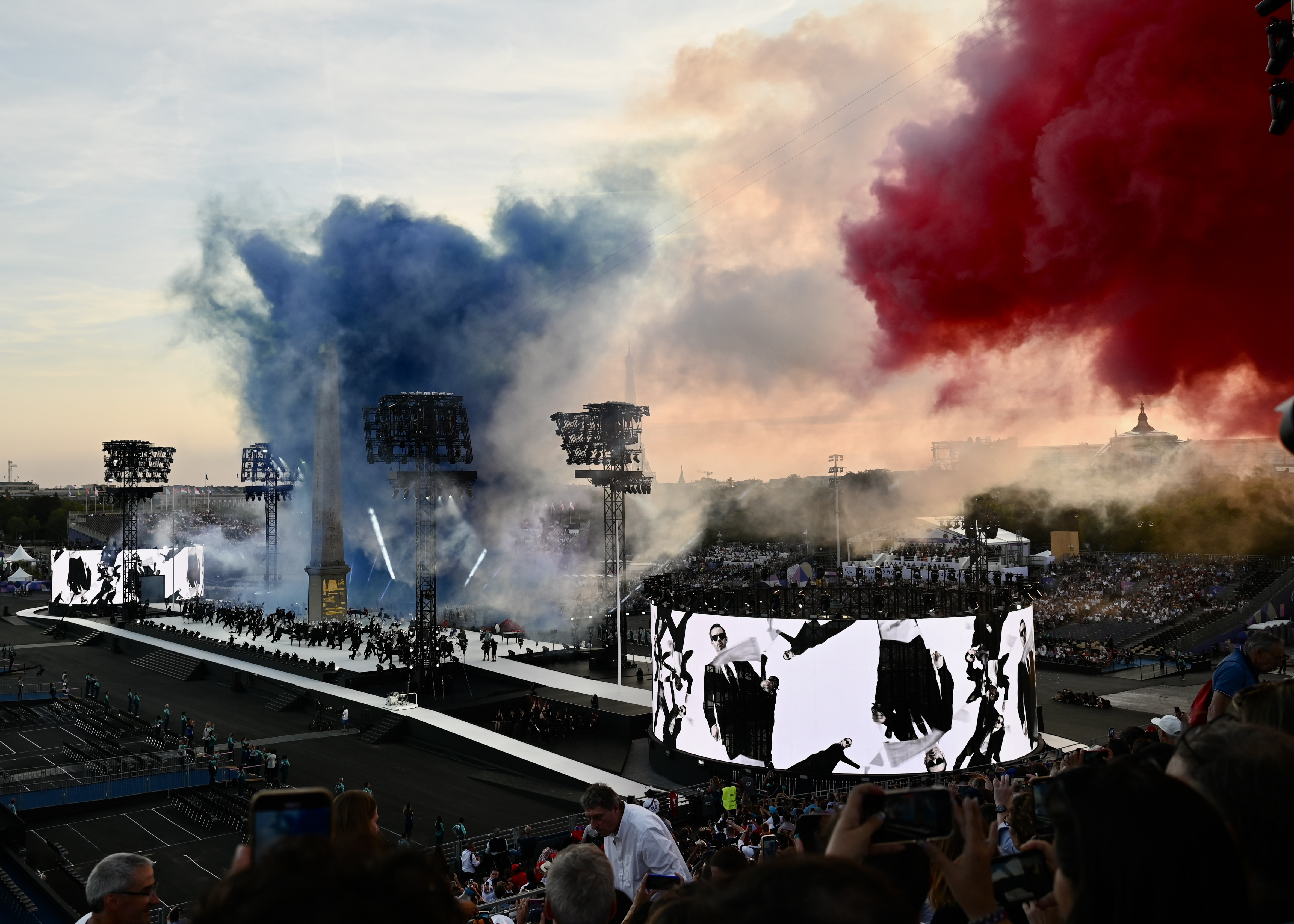
Cérémonie d'ouverture.

| Heure UTC+02:00 (France)                      |               |
| bleu                                          | Cérémonie     |
| neutre                                        | Épreuve       |
| or                                            | Finale        |
| orange                                        | Petite finale |
| rose                                          | Reporté       |
| gris                                          | Annulé        |
| Compétition masculine                         | Hommes        |
| Compétition féminine                          | Femmes        |
| Compétition mixte (hommes et femmes mélangés) | Mixte         |
| Compétition en couple (1 homme et 1 femme)    | Couple        |
| modifier                                      |               |

| Horaire | Discipline Spécialité | Discipline Spécialité | Discipline Spécialité | Phase     | Résultats | Références |
| ------- | --------------------- | --------------------- | --------------------- | --------- | --------- | ---------- |
| 20 h 0  |                       | Cérémonie d'ouverture | -                     | Cérémonie | -         |            |